# 산청 정취암 산신탱화
산청 정취암 산신탱화(山淸 淨趣庵 山神幀畵)는 대한민국 경상남도 산청군 신등면 양전리, 정취암에 있는 조선시대의 산신도이다. 1997년 12월 31일 경상남도의 문화재자료 제243호로 지정되었다.

## 개요
탱화란 액자나 족자 형태로 만들어 법당에 걸어둘 수 있게 만든 불교그림을 말한다.
정취암에 보존되어 있는 이 그림은 산신을 그린 그림으로, 크기는 가로 150cm, 세로 150cm이다. 일반 탱화에서는 산신이 호랑이 옆에 앉아 있는데, 이 그림에서는 산신이 호랑이를 타고 어딘가로 행차하는 모습이며, 그 양옆으로 그를 따르는 동자를 표현해 놓았다.
돋보이는 필치를 보여주는 작품으로, 제작 연대는 조선 순조 33년(1833)으로 기록되어 있다.

## 참고 자료
- 산청정취암산신탱화 - 국가유산청 국가유산포털